# Pont de la Coudette
Die Pont de la Coudette überbrückt den Gave de Pau im französischen Département Landes in der Region Nouvelle-Aquitaine (vor 2016: Aquitanien) im Südwesten Frankreichs. Sie steht im Zuge der Route départementale D29, die Peyrehorade mit Sorde-l’Abbaye verbindet, kurz vor der Vereinigung des Gave de Pau mit dem Gave d’Oloron zu den Gaves Réunis. Sie steht am nördlichen Ufer des Gave de Pau auf einem Ausläufer des Gemeindegebietes von  Cauneille, das südliche Ufer gehört zum Gebiet von Sorde-l’Abbaye.

## Beschreibung
Die zweispurige Brücke ist insgesamt 140 m lang und ca. 9,5 m breit. Die Stabbogenbrücke hat zwei große Stahlbetonbögen mit einer Stützweite von 111 m und einer Pfeilhöhe von 17 m. In Betonbalken eingebettete stählerne Zugstangen an beiden Seiten der Fahrbahn nehmen die Horizontalkräfte der Bögen auf. Die Bögen sind durch Betongelenke mit den Balken verbunden.
Die stählernen Hängestangen sind schräg angeordnet, so dass sie oben und unten jeweils dicht nebeneinander im Beton des Bogens bzw. des Fahrbahnträgers verankert sind. Die Bögen werden durch einzelne K-förmige Windverbände versteift. Der Fahrbahnträger besteht aus einem Stahlbeton-Plattenbalken mit schmalen Längs- und Querträgern.
Der Überbau lagert auf kastenförmigen Pfeilern, die auf Bohrpfählen gegründet sind, und ist an beiden Seiten durch eine kurze Platte mit der Straße verbunden.
Die Brücke wurde von Nicolas Esquillan entworfen, dem leitenden Ingenieur der Entreprises Boussiron, der während der Bauzeit zum technischen Direktor befördert wurde, und von diesem Unternehmen in den Jahren 1939 bis 1943 errichtet.
Sie ist eine der wohl nur zwei Nielsen-Brücken in Frankreich.

## Geschichte
Die erste Brücke an dieser Stelle war eine 1839 errichtete, privat finanzierte Hängebrücke. Die von Bayard de la Vingtrie geplante und gebaute Brücke stand wenige Meter flussaufwärts und überquerte den Gave de Pau im rechten Winkel, weshalb die ansonsten gerade Route de Sorde-l’Abbaye dort zwei kleine Biegungen (französisch le Coude) machen musste. Sie war bis 1866 mautpflichtig, wurde aber häufig wegen mangelndem Unterhalt kritisiert. 1900 führte ein örtlicher Unternehmer die von Ferdinand Arnodin vorgeschlagenen Verstärkungen durch. Unter anderem wurden die Tragseile ausgetauscht gegen die von Arnodin entwickelten mehrlagigen Kreuzschlagseile. Die Brücke tat dann ihren Dienst noch bis zur Eröffnung der gegenwärtigen Brücke.